# Danh sách thành phố tiểu bang New Mexico
Danh sách các thành phố tại tiểu bang New Mexico, có dân số trên 3.000 người.
| Địa điểm                      | Dân số  | Quận       |
| Albuquerque                   | 448.607 | Bernalillo |
| Las Cruces                    | 74.267  | Dona Ana   |
| Santa Fe                      | 62.203  | Santa Fe   |
| Rio Rancho                    | 51.765  | Sandoval   |
| Roswell                       | 45.293  | Chaves     |
| South Valley of Albuquerque * | 39.060  | Bernalillo |
| Farmington                    | 37.844  | San Juan   |
| Alamogordo                    | 35.582  | Otero      |
| Clovis                        | 32.667  | Curry      |
| Hobbs                         | 28.657  | Lea        |
| Carlsbad                      | 25.625  | Eddy       |
| Gallup                        | 20.209  | McKinley   |
| Las Vegas                     | 14.565  | San Miguel |
| Deming                        | 14.116  | Luna       |
| Sunland Park                  | 13.309  | Dona Ana   |
| North Valley of Albuquerque * | 11.923  | Bernalillo |
| Los Alamos                    | 11.909  | Los Alamos |
| Portales                      | 11.131  | Roosevelt  |
| Artesia                       | 10.692  | Eddy       |
| Silver City                   | 10.545  | Grant      |
| Los Lunas                     | 10.034  | Valencia   |
| Española                      | 9.688   | Rio Arriba |
| Lovington                     | 9.471   | Lea        |
| Socorro                       | 8.877   | Socorro    |
| Grants                        | 8.806   | Cibola     |
| Shiprock                      | 8.156   | San Juan   |
| Anthony                       | 7.904   | Dona Ana   |
| Ruidoso                       | 7.698   | Lincoln    |
| Corrales                      | 7.334   | Sandoval   |
| Truth or Consequences         | 7.289   | Sierra     |
| Raton                         | 7.282   | Colfax     |
| Belen                         | 6.901   | Valencia   |
| Bernalillo                    | 6.611   | Sandoval   |
| Bloomfield                    | 6.417   | San Juan   |
| Aztec                         | 6.378   | San Juan   |
| Zuni                          | 6.367   | McKinley   |
| Kirtland                      | 6.190   | San Juan   |
| Chaparral                     | 6.117   | Dona Ana   |
| White Rock                    | 6.045   | Los Alamos |
| Tucumcari                     | 5.989   | Quay       |
| Eldorado at Santa Fe          | 5.799   | Santa Fe   |
| El Cerro-Monterey Park        | 5.483   | Valencia   |
| Los Ranchos de Albuquerque    | 5.092   | Bernalillo |
| Los Chaves                    | 5.033   | Valencia   |
| Taos                          | 4.700   | Taos       |
| Valencia                      | 4.500   | Valencia   |
| Meadow Lake                   | 4.491   | Valencia   |
| Rio Communities               | 4.213   | Valencia   |
| Bosque Farms                  | 3.931   | Valencia   |
| Peralta                       | 3.750   | Valencia   |
| Placitas                      | 3.452   | Sandoval   |
| Lordsburg                     | 3.379   | Hidalgo    |
| La Cienega                    | 3.007   | Santa Fe   |
| Vado                          | 3.003   | Dona Ana   |

(*) (PART of unincorporated Bernailillo County that is NOT PART of Albuquerque, and NOT included in Albuquerque totals.)